# Conocrambus ammoploceus
Conocrambus ammoploceus là một loài bướm đêm trong họ Crambidae.